# Josef Prantl (Komponist)
Josef Prantl (* 6. Juli 1895 in Schwaz; † 23. November 1951 in Bludenz) war ein österreichischer Komponist und Musikdirektor.

## Leben
Nach der Schulzeit besuchte Prantl zunächst für zwei Jahre die Lehrerbildungsanstalt, studierte dann aber Musik in Innsbruck bei Josef Pembaur, in Prag bei Alexander von Zemlinsky sowie in Neuenburg. Die Abschlussprüfung legte er in Bochum ab. Anschließend war er als Theaterkapellmeister in Deutschland, der Schweiz und Brasilien tätig. In Joinville gründete er mit Kollegen ein privates Konservatorium und feierte große Erfolge als Komponist, insbesondere mit seiner 1936 uraufgeführten Oper Yara über einen indianischen Stoff.
1937 kehrte er nach Europa zurück, um sich auch in Deutschland zu etablieren, was ihm aber nicht gelang. Am 18. Juni 1938 beantragte er die Aufnahme in die NSDAP und wurde zum 1. Januar 1940 aufgenommen (Mitgliedsnummer 7.887.866). In den Anfangsjahren des Zweiten Weltkriegs war er als Bürohilfskraft im Finanzamt Schwaz tätig. Im Herbst 1941 wurde er zum Musikdirektor in Bludenz ernannt, wo er für die Musikschule, das Städtische Orchester und einen gemischten Städtischen Chor verantwortlich war.
Als nach Kriegsende im Mai 1946 die Musikschule ihren Betrieb wieder aufnahm, wurde der bisherige Chorregent Hans Rubey zum Leiter bestellt. Warum die Leitung nicht wieder Prantl übertragen wurde, ist unklar. Als NSDAP-Mitglied galt er als Nazikollaborateur, auch wenn ihm unmittelbar nach Kriegsende von der Österreichischen demokratischen Widerstandsbewegung eine Unbedenklichkeitserklärung ausgestellt wurde. Prantl blieb vorerst ohne Anstellung, trat aber als Leiter einer vom Städtischen Orchester abgespaltenen „Orchestervereinigung“ in Erscheinung. 1949 wurde ihm schließlich eine  Stelle als Klavierlehrer an der Musikschule angeboten, die er auch annahm.
Nach einer im Ersten Weltkrieg erlittenen Verletzung galt Prantl als kriegsbeschädigt. Seit seinem fünften Lebensjahr litt er an starkem Asthma. Sein Gesundheitszustand war entsprechend labil und schon im November 1951 starb er nach einem heftigen Herzasthmaanfall.

## Werke
- Yara, Oper, Uraufführung 1936 in Joinville
- Die Zwillinge, Operette
- Jakob Stainer, Oper (unvollendet)
- Lieder